# Антониу-Алмейда
Антониу-Алмейда (порт. Antônio Almeida) — муниципалитет в Бразилии, входит в штат Пиауи. Составная часть мезорегиона Юго-запад штата Пиауи. Входит в экономико-статистический микрорегион Бертолиния. Население составляет 3039 человек на 2010 год. Занимает площадь 645,745 км². Плотность населения — 4,71 чел./км².

## Демография
Согласно сведениям, собранным в ходе переписи 2010 г. Национальным институтом географии и статистики (IBGE), население муниципалитета составляет:
| Полное население                               | Полное население                               | Полное население                               | Полное население                               | 3039  |
| ---------------------------------------------- | ---------------------------------------------- | ---------------------------------------------- | ---------------------------------------------- | ----- |
| в том числе:                                   | Городское население                            | 2224                                           | Процент городского населения, %                | 73,18 |
|                                                | Сельское население                             | 815                                            | Процент сельского населения, %                 | 26,82 |
|                                                | Мужское население                              | 1558                                           | Процент мужского населения, %                  | 51,27 |
|                                                | Женское население                              | 1481                                           | Процент женского населения, %                  | 48,73 |
| Плотность населения, чел/км²                   | Плотность населения, чел/км²                   | Плотность населения, чел/км²                   | Плотность населения, чел/км²                   | 4,71  |
| Население муниципалитета в % к населению штата | Население муниципалитета в % к населению штата | Население муниципалитета в % к населению штата | Население муниципалитета в % к населению штата | 0,10  |

По данным оценки 2016 года, население муниципалитета составляет 3103 жителя.

## Статистика
- Валовой внутренний продукт на 2003 год составляет 8 236 657,00 реалов (данные: Бразильский институт географии и статистики).
- Валовой внутренний продукт на душу населения на 2003 год составляет 3072,23 реалов (данные: Бразильский институт географии и статистики).
- Индекс развития человеческого потенциала на 2000 год составляет 0,643 (данные: Программа развития ООН).